# Jouques
Jouques es una comuna francesa situada en el departamento de Bocas del Ródano, en la región de Provenza-Alpes-Costa Azul.

## Demografía
| 1831 | 2047 | 2096 | 2238 | 3062 | 3321 | 4406 |
| Para los censos de 1962 a 1999 la población legal corresponde a la población sin duplicidades (Fuente: INSEE [Consultar]) |      |      |      |      |      |      |